# Шан-ді
Шан-ді — у давніх китайських віруваннях — верховне божество, легендарний тотемний пращур, воїн-предок, який піклувався про добробут свого народу, карав тих, хто відступає від давніх усталених норм.
Культ Шан-ді — типова рання політеїстична форма релігії, сформована з первісних вірувань народів, які населяли територію Китаю. Культ мав тотемічний і анімістичний характер. Його розвиток призвів до того, що з численного пантеону духів і богів на перше місце вийшов бог панівного племені іньців Шан-ді.
У XI столітті до н. е. по мірі розвитку культури культ Шан-ді витісняється культом Тянь (Неба).